# Ctenomys rionegrensis
El tuco-tuco oriental o tuco-tuco de Río Negro (Ctenomys rionegrensis  (Langguth & Abella, 1970) es una especie de roedor perteneciente a la familia Ctenomyidae, endémico de Argentina y Uruguay.

## Biología, ecología y evolución

### Nomenclatura
Esta especie fue descrita originalmente en el año 1970 por los zoólogos A. Langguth y A. Abella.Localidad tipo: Las Cañas, 7 km al sur de Fray Bentos, departamento de Río Negro, Uruguay.

#### Etimología delepíteto específico
Topónimo que refiere al departamento de Río Negro, Uruguay en la cual fue observado por primera vez. Sinonimia:Ctenomys minutus rionegrensis Langguth & Abella, 1970 

#### Distribución
C. rionegrensis  es endémica de la zona de dunas que rodea al bajo río Uruguay, tanto en su margen occidental, en la provincia de Entre Ríos (nordeste de la Argentina), como en la margen oriental (oeste de Uruguay).En el Uruguay presenta una distribución restringida de 50 x 60 km al suroeste del Departamento de Río Negro, ocupando suelos arenosos, litoraleños o con alta proporción de arena.  En la provincia de Entre Ríos hasta 2016 aparece una nueva población en el parque nacional Pre-Delta y en 2024 se localizan 5 nuevas poblaciones en la provincia:  tres dentro del Parque Nacional El Palmar, una en Ubajay y otra en Mabragaña (Departamento de Colón).La especie forma subpoblaciones de poca extensión, en las que la densidad de individuos es alta. Los suelos no arenosos constituyen una limitante para el establecimiento de las subpoblaciones,de manera que sus patrones de  distribución son agregados o en parches (Distribución de Poisson).

### Morfología
Presentan cuello corto, cabeza grande con orejas reducidas y extremidades anteriores cortas con grandes garras, cola corta, sin pelos y gruesa, ojos pequeños, grandes incisivos color naranja. La coloración del pelaje es variable.

#### Relaciones filogenéticas y evolución.
Se le considera una especie perteneciente al grupo filogenético Mendocinus; que comprende varias especies del género Ctenomys. 

## Conservación
Según la organización internacional dedicada a la conservación de los recursos naturales Unión Internacional para la Conservación de la Naturaleza (IUCN), al tener una distribución poco extendida, sufrir algunas amenazas ya que su hábitat es muy adecuado para ser destinado a la forestación industrial, y vivir en pocas áreas protegidas, la clasificó como una especie “En peligro” en su obra: Lista Roja de Especies Amenazadas.